# Rajd Austrii 1964
Rajd Austrii 1964 (35. Int. Österreichische Alpenfahrt) – 35 International Österreichische Alpenfahrt, rajd samochodowy rozgrywany w Austrii od 28 do 30 maja 1964 roku. Była to szósta runda Rajdowych Mistrzostw Europy w roku 1964. Rajd został rozegrany na nawierzchni asfaltowej.

## Klasyfikacja rajdu
| Miejsce                      | Kierowca                     | Pilot                        | Samochód                     | Czas                         | Strata                       |
| Klasyfikacja generalna i ERC | Klasyfikacja generalna i ERC | Klasyfikacja generalna i ERC | Klasyfikacja generalna i ERC | Klasyfikacja generalna i ERC | Klasyfikacja generalna i ERC |
| ---------------------------- | ---------------------------- | ---------------------------- | ---------------------------- | ---------------------------- | ---------------------------- |
| 1.                           | Paddy Hopkirk                | Henry Liddon                 | Austin-Healey 3000           |                              | -                            |
| 2.                           | Johannes Ortner              | Karl-Heinz Panowitz          | Steyr Puch 650 TR            |                              |                              |
| 3.                           | Arnaldo Cavallari            | Fulvio Rubbieri              | Alfa Romeo Giulia            |                              |                              |
| 4.                           | Wilfried Gass                | Jürgen Säckl                 | Porsche 356                  |                              |                              |
| 5.                           | Walter Pöltinger             | Ernst Merinsky               | Mini Cooper S                |                              |                              |
| 6.                           | Otto Karger                  | Peter Denzel                 | Volvo 122 S                  |                              |                              |
| 7.                           | Carl Christian Schindler     | Fritz Naber                  | MG B                         |                              |                              |
| 8.                           | Georg Kaufmann               | Alfred Kling                 | Auto Union                   |                              |                              |
| 9.                           | Ernst Benedikt               | Herle                        | Volvo 122 S                  |                              |                              |
| 10.                          | Willi König                  | Franz Mauerhofer             | Steyr Puch 650 TR            |                              |                              |